# Славен Дошло
Славен Дошло (Сомбор, 11. април 1991) српски је глумац. Најпознатији је по улогама у филмовима: Панама, Поред мене, Влажност и Бисер Бојане, као и по серији Војна академија.

## Глумачка каријера
Славен је завршио Факултет драмских уметности, у класи глумице Мирјане Карановић. Касније је истакао да му је Карановићева помогла да стекне храброст да побегне од „учмалог, млаког и по сваку цену пријатног глумачког израза.” Своје прве улоге остварио је као позоришни глумац у сомборском позоришту, а прву запаженију у ТВ−серији Ургентни центар, где је играо Жарка.
Године 2015. тумачио је главну улогу у љубавној драми Панама, која се бави утицајима дигиталних медија на емотивни и друштвени живот младих. Исте године играо је Лазара у coming-of-age драми Поред мене. У филму, средњошколац Лазар спознаје хомосексуалну љубав коју осећа према другу из одељења. Као једна од тема филма провлачи се живот сексуалних и других мањина у српским средњим школама. Филм је наишао на бурне и мешовите реакције публике, нарочито због сцене пољупца два глумца, која је изазвала незадовољство појединих просветних радника и удружења. Млади глумац привукао је пажњу медија и филмских критичара захваљујући и признању за најбољи филм, које је Поред мене добио на Филмском фестивалу у Пули.
Наредне године, Дошло је играо у филму Влажност, поред Милоша Тимотијевића и Тамаре Крцуновић. Филм је приказиван на фестивалима широм света, између осталих и на Филмском фестивалу у Берлину, а отворио је и београдски ФЕСТ. Године 2017. тумачио је главну улогу у комедији Бисер Бојане и добио ангажман у популарној серији Војна академија. Године 2018. играо је  Жилета у хрватској серији Црно-бијели свијет, а већ следеће епизодну улогу у серији Беса.

## Приватни живот
Славен је добио велики број ЛГБТ+ обожаваоца изјавивши за дневне новине да никакав проблем не би имао да му син једнога дана буде геј. У јануару 2016. изабран је највећу геј икону Србије претходне године.

## Филмографија
| Год.       | Назив                               | Улога                      |
| ---------- | ----------------------------------- | -------------------------- |
| 2010.-те   |                                     |                            |
| 2011.      | Сусрет (кратки филм)                | дечко на журци             |
| 2014.      | Ургентни центар                     | Жарко                      |
| 2015.      | Панама                              | Јован                      |
| 2015.      | Изгледа да смо сами (кратки филм)   | Деки                       |
| 2015.      | Поред мене                          | Лазар                      |
| 2016.      | Влажност                            | Милан                      |
| 2016.      | Прваци света                        | Бане                       |
| 2016.      | Меланхолични дрон (кратки филм)     |                            |
| 2016.      | Флафи (кратки филм)                 | репортер                   |
| 2016.      | Сарајевске песме о несрећи (ориг. Sarajevo Songs of Woe) |                            |
| 2016.      | Војна академија 3                   | Илија Морача „Ика”         |
| 2017.      | Бисер Бојане                        | Ђорђе Поповић              |
| 2017.      | Комшије                             | Михајло Бајат              |
| 2017—2020. | Војна академија                     | Илија Морача „Ика”         |
| 2017.      | Живот траје три дана (кратки филм)  | Богдан                     |
| 2017.      | Приоритет (кратки филм)             |                            |
| 2018—2019. | Бисер Бојане                        | Ђорђе Поповић              |
| 2019.      | Беса                                | Јон                        |
| 2019.      | Црно-бијели свијет                  | Лепи Жиле                  |
| 2019.      | Војна академија 5                   | Илија Морача „Ика”         |
| 2019.      | (кратки филм)                       |                            |
| 2020.-те   |                                     |                            |
| 2021.      | Келти                               |                            |
| 2021.      | Каљаве гуме                         | Франсоа                    |
| 2021.      | Швиндлери                           | Александар                 |
| 2021.      | Авионџије                           | Милош Стоисављевић „Цегер” |
| 2022.      | Поред нас                           | Лазар                      |
| 2022.      | Бранилац (ТВ серија)                | Илија                      |
| 2023.      | Убице мог оца                       | Ненад Лапчевић             |
| 2023.      | Деца зла                            | Ален                       |
| 2024.      | Поред нас                           | Лазар                      |

## Фестивали
Београдско пролеће:
- Кестењаста Сања (Дечје београдско пролеће), 2017
- Композитор (Дечје београдско пролеће), 2024

## Спољашњи извори
- Славен Дошло на веб-сајту  (језик: енглески)